# NS ICM

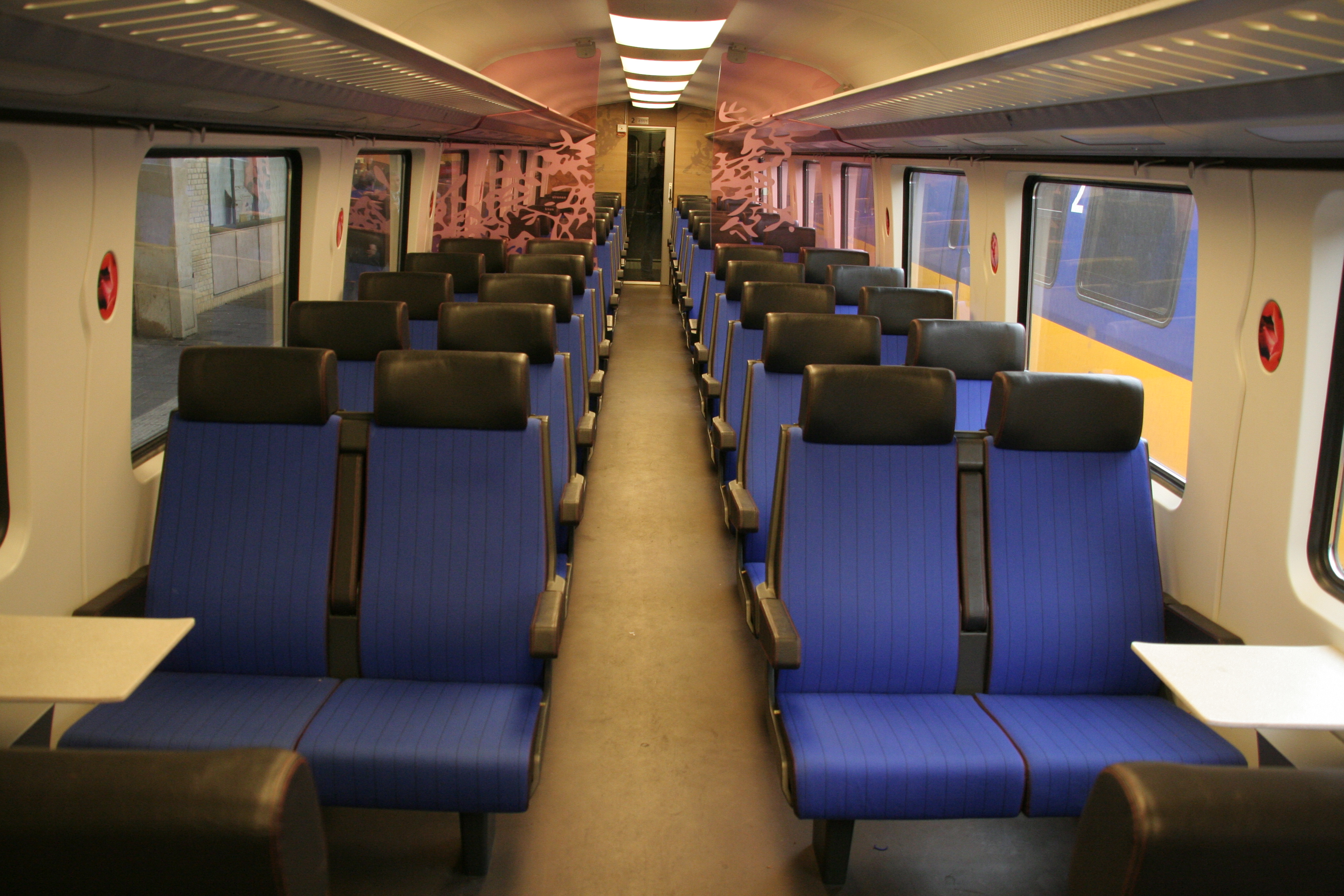
Másodosztályú utastér

Az NS ICM egy holland 1,5 kV DC áramrendszerű villamos motorvonatcsalád. Öt típusa van: az NS ICM-0, az NS ICM-1, az NS ICM-2, az NS ICM-3 és a NS ICM-4.
Az NS ICM-0, az ICM-1 és az ICM-2 motorvonatokat 1977-ben, majd 1983 és 1990 között gyártotta a Talbot és a Oerlikon. Ezek háromrészes motorvonatok, melyeknek a tengelyelrendezésük Bo'Bo' + 2'2' + 2'2'. Összesen 94 szerelvény készült.
Az NS ICM-3 és az ICM-4 motorvonatokat 1990 és 1994 között gyártotta a Talbot és a Oerlikon. Ezek négyrészes motorvonatok, melyeknek a tengelyelrendezésük Bo'Bo' + Bo'2' + 2'2' + 2'2'. Összesen 50 szerelvény készült.